# Джан Яман
Джан Яман (на турски: Can Yaman) е турски актьор и модел. Най-известната му роля е в сериала „Свободен дух“.

## Биография
Джан е роден на 8 ноември 1989 година в Истанбул и е с албански произход. Когато Джан е 4-годишен, неговите родители се развеждат и той остава при майка си. На 14 години постъпва в Международния италиански лицей.  Първоначално работи като адвокат. Влюбва се в италианската журналистка Джулия Дилета Леота, но връзката им не просъществува дълго. Джан Яман създава фондацията Break the Wall.

## Филмография
| Година      | Сериал             | Роля      |
| ----------- | ------------------ | --------- |
| 2014-2015   | Gönül İşleri       | Бедир     |
| 2015        | Любов на инат      | Ялън      |
| 2017        | Горчиво и сладко   | Ферит     |
| 2018 – 2019 | Свободен дух       | Джан      |
| 2020        | Мистър Грешен      | Йозгюр    |
| 2021        | Che Dio ci Aiuti   | Гино      |
| 2022-2024   | Viola come il mare | Франческо |
| 2024        | El Turco           | Хасан     |
| 2024        | Sandokan           | Сандокан  |